# Partido Popular (Brasil)
El Partido Popular (PP) fue un partido político brasileño, de ideología centrista, existente entre 1979 y 1982. Se declaraba opositor a la Dictadura militar y se definía como "popular, progresista y nacionalista".

## Historia

### Fundación
El primer anuncio de creación de un nuevo partido político fue realizado por Tancredo Neves el 26 de noviembre de 1979 en el Senado. El PP fue fundado el 20 de diciembre de 1979, tras la aprobación de la reforma electoral que restableció el pluralismo en Brasil, en un acto realizado en Río de Janeiro. Lanzó su plan de acción política el 12 de febrero de 1980.
Reunía tanto a miembros moderados del MDB como disidentes de la ARENA, perfilándose como una alternativa de centro para las elecciones presidenciales indirectas de 1985. Sus principales líderes fueron Tancredo Neves y José de Magalhães Pinto, rivales históricos de la política de Minas Gerais.
También participó en su fundación el ex gobernador de Río de Janeiro Chagas Freitas —único gobernador que tuvo el MDB—. Fue coloquialmente conocido como el "partido de los banqueros", ya que Magalhães Pinto era dueño del Banco Nacional y sus militantes Olavo Setúbal y Herbert Levy eran accionistas del Banco Itaú.
El 7 de junio de 1981, el PP celebró su primera convención en Brasilia, en la cual Neves fue elegido presidente del nuevo referente y Magalhães Pinto presidente de honor del mismo. Su existencia legal fue aprobada por el Tribunal Superior Electoral el 10 de septiembre de 1981, en miras a las elecciones generales de 1982.

### Incorporación al PMDB
No obstante, la legislación vigente prohibía las coaliciones electorales y ordenaba la vinculación de los votos —el elector solo podría sufragar por candidatos de un mismo partido en todos los cargos a elegir—. Cobró fuerza, entonces, la idea de fusionar el PP al PMDB, debido a los obstáculos planteados por la normativa electoral.
Dicha propuesta fue acordada por la convención nacional extraordinaria del 21 de diciembre de 1981, por 162 votos contra 96. Esto fue ratificado por una convención conjunta PP-PMDB el 14 de febrero de 1982 y aceptada por el Tribunal Superior Electoral por resolución del 2 de marzo de 1982.
Los disidentes que rechazaban la integración al PMDB —entre ellos Magalhães Pinto— se retiraron del PP y migraron al oficialista PDS.